# Nyikolajevka (Mordvinföld)
Nyikolajevka (oroszul: Николаевка) városi jellegű település Oroszországban, Mordvinföldön. Önkormányzati szempontból Szaranszk városi körzethez tartozik.
Lakossága: 5058 fő (a 2010. évi népszámláláskor).
Szaranszktól alig 7 km-re, az Inszar folyó partján terül el. Az 1860-as években alapították, 1969-ben lett városi jellegű település.